# Burgundy School of Business
Burgundy School of Business o BSB (in precedenza École supérieure de commerce de Dijon-Bourgogne) è una business school fondata a Dijon nel 1899. La scuola è sviluppata fino a tre campus europei: Parigi, Lione e Digione ed è riconosciuta della Camera di commercio e dell'industria di Digione. Rientra nel 5% delle business school con triplo accreditamento: AACSB, EQUIS e CGE.
La scuola offre 12 programmi di studi: una laurea triennale in management e corsi di specializzazione, che sono.
- Artificial Intelligence & Digital Technology Management
- Arts & Cultural Management
- Climate Change & Corporate Finance
- Corporate Finance & Investment Banking
- Data Science & Organisational Behaviour
- Green Tech & Sustainable Societies
- Luxury Management & Innovation
- Master in Management
- Sustainable Wine Tourism & Gastronomy
- Wine Management
- Wine & Spirits Business

In quanto Grande Ecole internazionale per l'insegnamento e la ricerca, studiare alla BSB offre l'opportunità di beneficiare di un'eccezionale rete di aziende e imprenditori.
Le tasse universitarie dipendono dal fatto che gli studenti provengano da paesi europei oppure extraeuropei e variano da 8.200 a 29.000 euro/anno.